# Division IIB du Championnat du monde junior de hockey sur glace 2018
Le tournoi de la Division IIB du Championnat du monde junior de hockey sur glace 2018 a lieu au Pionir Ice Hall (en) de Belgrade en Serbie du 10 au 16 janvier 2018.

## Format de la compétition
Le Championnat du monde junior de hockey sur glace est un ensemble de plusieurs tournois regroupant les nations en fonction de leur niveau. Les meilleures équipes disputent le titre dans la Division Élite.
Les 10 équipes de la Division Élite sont scindées en deux poules de 5 où elles disputent un tour préliminaire. Les 4 meilleures sont qualifiées pour les quarts de finale. Les derniers de chaque poule s'affrontent dans un tour de relégation, au meilleur des 3 matches. Le perdant est relégué en Division IA.
Pour les autres divisions qui comptent 6 équipes (sauf la Division III-Q qui en compte 3), les équipes s’affrontent entre elles et, à l'issue de cette compétition, le premier est promu dans la division supérieure et le dernier est relégué dans la division inférieure.
Lors des phases de poule, les points sont attribués ainsi :
- victoire : 3 points ;
- victoire en prolongation ou aux tirs de fusillade : 2 points ;
- défaite en prolongation ou aux tirs de fusillade : 1 point ;
- défaite : 0 point.

## Résultats
| 10 janvier | Turquie | 3-8 (1-2, 2-2, 0-4) | Belgique | Pionir Ice Hall 50 spectateurs |

| Feuille de match                        | Feuille de match | Feuille de match                            | Feuille de match | Feuille de match                                                              |
| --------------------------------------- | --- | ------------------------------------------- | --- | ----------------------------------------------------------------------------- |
|                                         | - Taygar (M. Turan, H. Seçer) — 10 min 59 s - Bingöl (E. Seçer) — 26 min 42 s K. Salt (Taygar, Kars) — 33 min 59 s (IN) - | 0-1 0-2 1-2 1-3 2-3 3-3 3-4 3-5 3-6 3-7 3-8 | Claessens (Cuylaerts) — 2 min 34 s Dhondt (Cuylaerts, Tambeur) — 8 min 28 s - Dhondt (Tambeur, Auger) — 25 min 27 s - Coolen (Dhondt, Auger) — 37 min 27 s de Croock (Klijsen) — 50 min 5 s (IN) de Croock (Delmarche, Cuylaerts) — 52 min 52 s (SN) Ceuster (Coolen, Cuylaerts) — 55 min 7 s (SN) Dhondt (Wellens) — 57 min 58 s | Arbitrage : Ramon Sterkens Juges de lignes : David Perduv Nicholas Verbruggen |
| Bozacı (37 min 27 s) Kaya (22 min 33 s) | Gardiens | Gubbels                                     | | Arbitrage : Ramon Sterkens Juges de lignes : David Perduv Nicholas Verbruggen |
| 12 min                                  | Pénalités | 14 min                                      | | Arbitrage : Ramon Sterkens Juges de lignes : David Perduv Nicholas Verbruggen |
| 27                                      | Tirs | 44                                          | | Arbitrage : Ramon Sterkens Juges de lignes : David Perduv Nicholas Verbruggen |

| 10 janvier | Espagne | 4-0 (1-0, 1-0, 2-0) | Mexique | Pionir Ice Hall 40 spectateurs |

| Feuille de match | Feuille de match | Feuille de match | Feuille de match | Feuille de match                                                              |
| ---------------- | --- | ---------------- | ---------------- | ----------------------------------------------------------------------------- |
|                  | Gil (Burgos) — 17 min 58 s Cerda (Mendizabal, Arraras) — 24 min 32 s (SN) Donath (Rubio, Baldris) — 46 min 17 s (SN) O'Hare — 58 min 56 s | 1-0 2-0 3-0 4-0  | -                | Arbitrage : Michal Baca Juges de lignes : Oli Gunnarsson Flavius Crisan Hunor |
| Barbo            | Gardiens | Garcia del Valle |                  | Arbitrage : Michal Baca Juges de lignes : Oli Gunnarsson Flavius Crisan Hunor |
| 14 min           | Pénalités | 16 min           |                  | Arbitrage : Michal Baca Juges de lignes : Oli Gunnarsson Flavius Crisan Hunor |
| 54               | Tirs | 9                |                  | Arbitrage : Michal Baca Juges de lignes : Oli Gunnarsson Flavius Crisan Hunor |

| 10 janvier | Serbie | 3-2 (1-1, 0-1, 2-0) | Croatie | Pionir Ice Hall 630 spectateurs |

| Feuille de match | Feuille de match                                                                               | Feuille de match    | Feuille de match                                                                        | Feuille de match                                                              |
| ---------------- | ---------------------------------------------------------------------------------------------- | ------------------- | --------------------------------------------------------------------------------------- | ----------------------------------------------------------------------------- |
|                  | Subotić (Ćurčić) — 2 min 18 s - Ćurčić (Subotić) — 41 min 9 s Vukičević (Dujmić) — 48 min 12 s | 1-0 1-1 1-2 2-2 3-2 | - Kramarić (Fičur, Trstenjak) — 17 min 31 s (SN) Čanić (Trstenjak) — 17 min 31 s (SN) - | Arbitrage : Paer Daniel Eriksson Juges de lignes : Kelsey Mahoney Timur Morev |
| Mitić            | Gardiens                                                                                       | Nikolić             |                                                                                         | Arbitrage : Paer Daniel Eriksson Juges de lignes : Kelsey Mahoney Timur Morev |
| 18 min           | Pénalités                                                                                      | 24 min              |                                                                                         | Arbitrage : Paer Daniel Eriksson Juges de lignes : Kelsey Mahoney Timur Morev |
| 28               | Tirs                                                                                           | 15                  |                                                                                         | Arbitrage : Paer Daniel Eriksson Juges de lignes : Kelsey Mahoney Timur Morev |

| 11 janvier | Mexique | 4-6 (2-1, 0-2, 2-3) | Turquie | Pionir Ice Hall 40 spectateurs |

| Feuille de match | Feuille de match | Feuille de match                        | Feuille de match | Feuille de match                                                       |
| ---------------- | --- | --------------------------------------- | --- | ---------------------------------------------------------------------- |
|                  | - Najera (Hagerman) — 10 min 33 s Ariza (Najera, Gil) — 17 min 6 s - Cruz (Perez) — 43 min 29 s Ramos (Ortiz) — 43 min 29 s - | 0-1 1-1 2-1 2-2 2-3 3-3 4-3 4-4 4-5 4-6 | Anlar (Bakal, H. Seçer) — 8 min 44 s (SN) - Kars — 26 min 16 s (IN) H. Seçer (Kars) — 37 min 57 s - Bakal — 48 min 38 s - K. Salt (Taygar, Kahraman) — 52 min 9 s (2 SN) Bakal (H. Salt, Kars) — 52 min 39 s (SN) | Arbitrage : Michal Baca Juges de lignes : Tibor Fazekas Kelsey Mahoney |
| Garcia del Valle | Gardiens | Kaya                                    | | Arbitrage : Michal Baca Juges de lignes : Tibor Fazekas Kelsey Mahoney |
| 16 min           | Pénalités | 2 min                                   | | Arbitrage : Michal Baca Juges de lignes : Tibor Fazekas Kelsey Mahoney |
| 27               | Tirs | 48                                      | | Arbitrage : Michal Baca Juges de lignes : Tibor Fazekas Kelsey Mahoney |

| 11 janvier | Croatie | 4-2 (2-0, 0-1, 2-1) | Belgique | Pionir Ice Hall 30 spectateurs |

| Feuille de match | Feuille de match | Feuille de match        | Feuille de match                                                                         | Feuille de match                                                                    |
| ---------------- | --- | ----------------------- | ---------------------------------------------------------------------------------------- | ----------------------------------------------------------------------------------- |
|                  | Kramarić (Čanić, Paulovic) — 8 min 13 s (SN) Crnec (Krikšić, Trstenjak) — 17 min 6 s (SN) - Paulovic (Čanić, Fičur) — 52 min 19 s (SN) - Paulovic — 56 min 20 s | 1-0 2-0 2-1 3-1 3-2 4-2 | - Coolen (de Ceuster, Cuylaerts) — 34 min 53 s - Daems (Klijsen, Coolen) — 53 min 10 s - | Arbitrage : Paer Daniel Eriksson Juges de lignes : Flavius Crisan Hunor Timur Morev |
| Nikolić          | Gardiens | Gubbels                 |                                                                                          | Arbitrage : Paer Daniel Eriksson Juges de lignes : Flavius Crisan Hunor Timur Morev |
| 10 min           | Pénalités | 20 min                  |                                                                                          | Arbitrage : Paer Daniel Eriksson Juges de lignes : Flavius Crisan Hunor Timur Morev |
| 32               | Tirs | 33                      |                                                                                          | Arbitrage : Paer Daniel Eriksson Juges de lignes : Flavius Crisan Hunor Timur Morev |

| 11 janvier | Espagne | 3-2 (TB) (1-0, 0-0, 1-2, 0-0, 1-0) | Serbie | Pionir Ice Hall 720 spectateurs |

| Feuille de match | Feuille de match                                                                                               | Feuille de match    | Feuille de match                                                                          | Feuille de match                                                                |
| ---------------- | --- | ------------------- | ----------------------------------------------------------------------------------------- | ------------------------------------------------------------------------------- |
|                  | Sánchez (Martinez, Martin) — 19 min 1 s (SN) - A. Garcia (Donath, Cerda) — 59 min 1 s (SN) Cerda — 65 min (TB) | 1-0 1-1 1-2 2-2 3-2 | - Pejčić (Vukičević) — 46 min 52 s (IN) Vukičević (Grković, Subotić) — 51 min 20 s (SN) - | Arbitrage : Alexander Soin Juges de lignes : Oli Gunnarsson Nicholas Verbruggen |
| Barbo            | Gardiens | Mitić               |                                                                                           | Arbitrage : Alexander Soin Juges de lignes : Oli Gunnarsson Nicholas Verbruggen |
| 27 min           | Pénalités | 34 min              |                                                                                           | Arbitrage : Alexander Soin Juges de lignes : Oli Gunnarsson Nicholas Verbruggen |
| 39               | Tirs | 29                  |                                                                                           | Arbitrage : Alexander Soin Juges de lignes : Oli Gunnarsson Nicholas Verbruggen |

| 13 janvier | Croatie | 5-2 (1-1, 2-1, 2-0) | Mexique | Pionir Ice Hall 20 spectateurs |

| Feuille de match  | Feuille de match | Feuille de match            | Feuille de match                                         | Feuille de match                                                       |
| ----------------- | --- | --------------------------- | -------------------------------------------------------- | ---------------------------------------------------------------------- |
|                   | Fičur — 34 s - Vuglač (Stančić) — 23 min 24 s - Krikšić (Fičur) — 32 min 2 s (IN) Šutevski — 52 min 51 s Fičur (Matić) — 59 min 8 s (CV) | 1-0 1-1 2-1 2-2 3-2 4-2 5-2 | - Hagerman — 8 min 35 s - Linares (Ramos) — 30 min 1 s - | Arbitrage : Alexander Soin Juges de lignes : Tibor Fazekas Timur Morev |
| Hergešić-Adamović | Gardiens | Garcia del Valle            |                                                          | Arbitrage : Alexander Soin Juges de lignes : Tibor Fazekas Timur Morev |
| 10 min            | Pénalités | 8 min                       |                                                          | Arbitrage : Alexander Soin Juges de lignes : Tibor Fazekas Timur Morev |
| 41                | Tirs | 23                          |                                                          | Arbitrage : Alexander Soin Juges de lignes : Tibor Fazekas Timur Morev |

| 13 janvier | Espagne | 7-2 (3-1, 2-0, 2-1) | Turquie | Pionir Ice Hall 30 spectateurs |

| Feuille de match | Feuille de match | Feuille de match                    | Feuille de match                                                                 | Feuille de match                                                              |
| ---------------- | --- | ----------------------------------- | -------------------------------------------------------------------------------- | ----------------------------------------------------------------------------- |
|                  | Burgos (Mendizabal, Cerda) — 4 min 8 s - O'Hare (Donath, Baldris) — 12 min 48 s Martin (Sarmiento, Martinez) — 18 min 27 s Martinez (P. Garcia, Baldris) — 33 min 39 s Rubio (O'Hare, Donath) — 38 min 43 s - Donath (Rubio) — 52 min 56 s Cerda (Burgos) — 58 min 15 s (SN) | 1-0 1-1 2-1 3-1 4-1 5-1 5-2 6-2 7-2 | - Kahraman (Bingöl) — 12 min 31 s - Bakal (Kars, K. Salt) — 44 min 16 s (2 SN) - | Arbitrage : Ramon Sterkens Juges de lignes : David Perduv Nicholas Verbruggen |
| Barbo            | Gardiens | Kaya                                |                                                                                  | Arbitrage : Ramon Sterkens Juges de lignes : David Perduv Nicholas Verbruggen |
| 14 min           | Pénalités | 12 min                              |                                                                                  | Arbitrage : Ramon Sterkens Juges de lignes : David Perduv Nicholas Verbruggen |
| 50               | Tirs | 11                                  |                                                                                  | Arbitrage : Ramon Sterkens Juges de lignes : David Perduv Nicholas Verbruggen |

| 13 janvier | Serbie | 7-5 (4-2, 2-0, 1-3) | Belgique | Pionir Ice Hall 720 spectateurs |

| Feuille de match | Feuille de match | Feuille de match                                | Feuille de match | Feuille de match                                                        |
| ---------------- | --- | ----------------------------------------------- | --- | ----------------------------------------------------------------------- |
|                  | Ćurčić (Grković) — 2 min 16 s Djumić (Vukičević, Spanjevic) — 2 min 39 s - Kastel — 10 min 25 s (SN) - Vojinovic (Dragović, Kastel) — 18 min 24 s (SN) Djumić (Vukičević) — 24 min 12 s Vukičević (Djumić) — 27 min 27 s (IN) - Vukičević (Djumić) — 58 min 9 s (CV) - | 1-0 2-0 2-1 3-1 3-2 4-2 5-2 6-2 6-3 6-4 7-4 7-5 | - Henin (Dhondt) — 8 min 12 s - Auger (Henin) — 11 min 54 s (SN) - Dhondt (Tambeur) — 42 min 8 s Swennen (Dhondt) — 47 min 30 s - de Croock (Auger) — 58 min 19 s | Arbitrage : Michal Baca Juges de lignes : Oli Gunnarsson Kelsey Mahoney |
| Mitic            | Gardiens | Gubbels                                         | | Arbitrage : Michal Baca Juges de lignes : Oli Gunnarsson Kelsey Mahoney |
| 36 min           | Pénalités | 47 min                                          | | Arbitrage : Michal Baca Juges de lignes : Oli Gunnarsson Kelsey Mahoney |
| 29               | Tirs | 34                                              | | Arbitrage : Michal Baca Juges de lignes : Oli Gunnarsson Kelsey Mahoney |

| 15 janvier | Belgique | 3-9 (1-1, 2-4, 0-4) | Espagne | Pionir Ice Hall 40 spectateurs |

| Feuille de match | Feuille de match | Feuille de match                                | Feuille de match | Feuille de match                                                               |
| ---------------- | --- | ----------------------------------------------- | --- | ------------------------------------------------------------------------------ |
|                  | Coolen (de Ceuster) — 6 min 38 s - Compere (Klijsen, Delmarche) — 24 min 29 s (SN) - Swennen (Dhondt, Tambeur) — 28 min 16 s - | 1-0 1-1 2-1 2-2 3-2 3-3 3-4 3-5 3-6 3-7 3-8 3-9 | - Rubio (Baldris, O'Hare) — 19 min 31 s (SN) - Torres (Arraras, Sánchez) — 26 min 25 s - Cerda (Burgos) — 36 min 54 s (SN) Giménez (Arraras) — 37 min 23 s Torres (Cerda, Burgos) — 38 min 6 s (SN) Torres (Cerda) — 44 min 21 s (SN) Cerda (Mendizabal, Torres) — 49 min 29 s (SN) Donath — 52 min 38 s Arraras — 59 min 17 s (2 IN) | Arbitrage : Paer Daniel Eriksson Juges de lignes : Kelsey Mahoney David Perduv |
| Gubbels          | Gardiens | Barbo                                           | | Arbitrage : Paer Daniel Eriksson Juges de lignes : Kelsey Mahoney David Perduv |
| 68 min           | Pénalités | 10 min                                          | | Arbitrage : Paer Daniel Eriksson Juges de lignes : Kelsey Mahoney David Perduv |
| 14               | Tirs | 36                                              | | Arbitrage : Paer Daniel Eriksson Juges de lignes : Kelsey Mahoney David Perduv |

| 15 janvier | Turquie | 1-4 (1-0, 0-1, 0-3) | Croatie | Pionir Ice Hall 30 spectateurs |

| Feuille de match | Feuille de match                      | Feuille de match    | Feuille de match | Feuille de match                                                               |
| ---------------- | ------------------------------------- | ------------------- | --- | ------------------------------------------------------------------------------ |
|                  | Bakal (Kars, E. Seçer) — 18 min 1 s - | 1-0 1-1 1-2 1-3 1-4 | - Matić (Krikšić) — 26 min 45 s Trstenjak — 42 min 38 s (IN) Paulovic — 47 min 52 s (SN) Krikšić (Matić, Fičur) — 58 min 2 s | Arbitrage : Alexander Soin Juges de lignes : Tibor Fazekas Nicholas Verbruggen |
| Kaya             | Gardiens                              | Nikolić             | | Arbitrage : Alexander Soin Juges de lignes : Tibor Fazekas Nicholas Verbruggen |
| 10 min           | Pénalités                             | 6 min               | | Arbitrage : Alexander Soin Juges de lignes : Tibor Fazekas Nicholas Verbruggen |
| 18               | Tirs                                  | 45                  | | Arbitrage : Alexander Soin Juges de lignes : Tibor Fazekas Nicholas Verbruggen |

| 15 janvier | Mexique | 1-3 (0-0, 1-2, 0-1) | Serbie | Pionir Ice Hall 740 spectateurs |

| Feuille de match | Feuille de match                      | Feuille de match | Feuille de match | Feuille de match                                                              |
| ---------------- | ------------------------------------- | ---------------- | --- | ----------------------------------------------------------------------------- |
|                  | - Pérez (Cruz, Urbano) — 38 min 2 s - | 0-1 0-2 1-2 1-3  | Filipović (Đumić) — 29 min 9 s Vukičević (Subotić, Kastel) — 36 min 41 s (SN) - Grković (Subotić, Đumić) — 54 min 55 s (SN) | Arbitrage : Ramon Sterkens Juges de lignes : Flavius Crisan Hunor Timur Morev |
| Gomez            | Gardiens                              | Mitić            | | Arbitrage : Ramon Sterkens Juges de lignes : Flavius Crisan Hunor Timur Morev |
| 14 min           | Pénalités                             | 10 min           | | Arbitrage : Ramon Sterkens Juges de lignes : Flavius Crisan Hunor Timur Morev |
| 9                | Tirs                                  | 38               | | Arbitrage : Ramon Sterkens Juges de lignes : Flavius Crisan Hunor Timur Morev |

| 16 janvier | Croatie | 1-3 (0-1, 1-0, 0-2) | Espagne | Pionir Ice Hall 50 spectateurs |

| Feuille de match | Feuille de match                           | Feuille de match | Feuille de match                                                                                       | Feuille de match                                                                |
| ---------------- | ------------------------------------------ | ---------------- | --- | ------------------------------------------------------------------------------- |
|                  | - Fičur (Trstenjak, Čanić) — 29 min 56 s - | 0-1 1-1 1-2 1-3  | Arraras (Rubio, Baldris) — 8 min 21 s - Donath — 47 min 3 s (SN) Donath (A. Garcia) — 59 min 23 s (CV) | Arbitrage : Paer Daniel Eriksson Juges de lignes : Tibor Fazekas Kelsey Mahoney |
| Nikolić          | Gardiens                                   | Barbo            | | Arbitrage : Paer Daniel Eriksson Juges de lignes : Tibor Fazekas Kelsey Mahoney |
| 10 min           | Pénalités                                  | 22 min           | | Arbitrage : Paer Daniel Eriksson Juges de lignes : Tibor Fazekas Kelsey Mahoney |
| 18               | Tirs                                       | 36               | | Arbitrage : Paer Daniel Eriksson Juges de lignes : Tibor Fazekas Kelsey Mahoney |

| 16 janvier | Belgique | 4-5 (3-3, 1-2, 0-0) | Mexique | Pionir Ice Hall 20 spectateurs |

| Feuille de match                            | Feuille de match | Feuille de match                    | Feuille de match | Feuille de match                                                      |
| ------------------------------------------- | --- | ----------------------------------- | --- | --------------------------------------------------------------------- |
|                                             | De Ceuster (Coolen, Daems) — 8 min 15 s Versin (de Croock) — 11 min 35 s - Klijsen (de Croock, Versin) — 16 min 50 s (SN) - Versin (de Croock, Klijsen) — 20 min 37 s - | 1-0 2-0 2-1 2-2 3-2 3-3 4-3 4-4 4-5 | - Pierce (Cruz, Pérez) — 12 min 51 s (SN) Pérez — 15 min 42 s - Ramos (Gil, Linares) — 18 min 34 s (SN) - Urbano (Pérez) — 22 min 46 s Pérez (Gil) — 32 min 14 s | Arbitrage : Ramon Sterkens Juges de lignes : Timur Morev David Perduv |
| Gubbels (24 min 6 s) Schaller (35 min 54 s) | Gardiens | Garcia del Valle                    | | Arbitrage : Ramon Sterkens Juges de lignes : Timur Morev David Perduv |
| 20 min                                      | Pénalités | 10 min                              | | Arbitrage : Ramon Sterkens Juges de lignes : Timur Morev David Perduv |
| 33                                          | Tirs | 25                                  | | Arbitrage : Ramon Sterkens Juges de lignes : Timur Morev David Perduv |

| 16 janvier | Serbie | 7-1 (1-1, 4-0, 2-0) | Turquie | Pionir Ice Hall 560 spectateurs |

| Feuille de match | Feuille de match | Feuille de match                      | Feuille de match                    | Feuille de match                                                             |
| ---------------- | --- | ------------------------------------- | ----------------------------------- | ---------------------------------------------------------------------------- |
|                  | Vukičević (Djumić, Španjević) — 38 s - Vukičević (Španjević, Djumić) — 24 min 11 s Grković (Subotić, Kastel) — 24 min 54 s Vukičević (Markovic, Djumić) — 26 min 34 s Djumić (Vukičević, Filipovic) — 35 min 32 s Janković (Kastel) — 46 min 55 s (SN) Dragović (Zotović) — 58 min 14 s | 1-0 1-1 2-1 3-1 4-1 5-1 6-1 7-1       | - Kahraman (Bingöl) — 19 min 26 s - | Arbitrage : Michal Baca Juges de lignes : Oli Gunnarsson Nicholas Verbruggen |
| Mitić            | Gardiens | Kaya (58 min 14 s) Dilli (1 min 46 s) |                                     | Arbitrage : Michal Baca Juges de lignes : Oli Gunnarsson Nicholas Verbruggen |
| 24 min           | Pénalités | 20 min                                |                                     | Arbitrage : Michal Baca Juges de lignes : Oli Gunnarsson Nicholas Verbruggen |
| 47               | Tirs | 14                                    |                                     | Arbitrage : Michal Baca Juges de lignes : Oli Gunnarsson Nicholas Verbruggen |

## Classement final
| Clt   | Équipe      | PJ | V | VP | D | DP | BP | BC | Diff | Pts |
| ----- | ----------- | -- | - | -- | - | -- | -- | -- | ---- | --- |
| +001, | Espagne     | 5  | 4 | 1  | 0 | 0  | 26 | 8  | +18  | 14  |
| +002, | Serbie      | 5  | 4 | 0  | 0 | 1  | 22 | 12 | +10  | 13  |
| +003, | Croatie (R) | 5  | 3 | 0  | 2 | 0  | 16 | 11 | +5   | 9   |
| +004, | Belgique    | 5  | 1 | 0  | 4 | 0  | 22 | 28 | -6   | 3   |
| +005, | Mexique     | 5  | 1 | 0  | 4 | 0  | 12 | 22 | -10  | 3   |
| +006, | Turquie (P) | 5  | 1 | 0  | 4 | 0  | 13 | 20 | -17  | 3   |

- Promu en Division IIA en 2019
- Relégué en Division III en 2019

Pour les significations des abréviations, voir statistiques du hockey sur glace.

## Récompenses individuelles
| Rang | Joueur           | Pays     | PJ | B | A | Pts | +/− | Pun |
| ---- | ---------------- | -------- | -- | - | - | --- | --- | --- |
| 1    | Luka Vukičević   | Serbie   | 5  | 8 | 4 | 12  | +8  | 14  |
| 2    | Mirko Djumić     | Serbie   | 5  | 3 | 8 | 11  | +7  | 10  |
| 3    | Joan Cerda       | Espagne  | 5  | 5 | 5 | 10  | 0   | 6   |
| 4    | Dorian Donath    | Espagne  | 5  | 5 | 3 | 8   | +6  | 6   |
| 5    | Rino Dhondt      | Belgique | 5  | 4 | 4 | 8   | +7  | 18  |
| 6    | Oliver de Croock | Belgique | 5  | 3 | 4 | 7   | -3  | 4   |
| 6    | Bruno Fičur      | Croatie  | 5  | 3 | 4 | 7   | 0   | 2   |
| 8    | Ben Coolen       | Belgique | 5  | 3 | 3 | 6   | 0   | 24  |
| 8    | Jorge Pérez      | Mexique  | 5  | 3 | 3 | 6   | -3  | 8   |
| 10   | Yusuf Kars       | Turquie  | 5  | 1 | 5 | 6   | -7  | 8   |

| Rang | Joueur                   | Pays     | Min          | BC | Moy  | %Arr  | Bl |
| ---- | ------------------------ | -------- | ------------ | -- | ---- | ----- | -- |
| 1    | Vito Nikolić             | Croatie  | 239 min 20 s | 8  | 2,01 | 92,98 | 0  |
| 2    | Raul Barbo               | Espagne  | 305 min 0 s  | 8  | 1,57 | 90,12 | 1  |
| 3    | Gerardo Garcia del Valle | Mexique  | 238 min 30 s | 18 | 4,53 | 89,71 | 0  |
| 4    | Jug Mitić                | Serbie   | 305 min 0 s  | 12 | 2,36 | 89,19 | 0  |
| 5    | Onurcan Kaya             | Turquie  | 260 min 47 s | 26 | 5,98 | 85,87 | 0  |
| 6    | Anthony Gubbels          | Belgique | 263 min 16 s | 26 | 5,93 | 80,60 | 0  |

Pour les significations des abréviations, voir statistiques du hockey sur glace.
Nota : seuls sont classés les gardiens ayant joué au minimum 40 % du temps de jeu de leur équipe.